# Эстоника
Эсто́ника (эст. Estonica) — сетевая энциклопедия на темы, связанные с Эстонией, в частности, культуры и истории Эстонии. Руководитель проекта — Лиана Роосмаа.
В основном проект был разработан Институтом Эстонии. Начиная с 2000 года создание и развитие сетевой энциклопедии «Эстоника» финансировалось фондом «Tiigrihüppe Sihtasutus» (Фонд «Прыжок тигра»), Фондом развития предпринимательства, Советом по налогу на азартные игры и Посольством Швеции в Эстонии (в рамках проекта посольства «Год Балтийских стран»).
Изначально материалы «Эстоники» были доступны на эстонском и английском языках, в 2010 году была запущена русскоязычная версия. С ноября 2021 года «Эстоника» не функционирует. Институт Эстонии извещал, что это связано с переездом сервера и что он работает над разрешением ситуации, однако своё обещание не выполнил.
Энциклопедию «Эстоника» можно найти в дигиархиве Эстонии: Estonica. Veebiarhiiv Digar